# ساموئل شاتزمان
ساموئل شاتزمان (انگلیسی: Samuel Schatzmann؛ ۱۲ اکتبر ۱۹۵۵ – ۲ نوامبر ۲۰۱۶) ورزشکار اهل سوئیس بود.
وی در مسابقات کشوری و بین‌المللی در مجموع برندهٔ ۱ مدال نقره، ۲ مدال برنز شده‌است.